# استیو ویلیامز (بازیکن فوتبال، زاده ۱۹۸۳)
استیو ویلیامز (انگلیسی: Steve Williams؛ زادهٔ ۲۱ آوریل ۱۹۸۳) بازیکن فوتبال اهل بریتانیا است.
از باشگاه‌هایی که در آن بازی کرده‌است می‌توان به باشگاه فوتبال فارن‌بورو، باشگاه فوتبال فارست گرین راورز، باشگاه فوتبال بیکنزفیلد، باشگاه فوتبال هاستینگز یونایتد، باشگاه فوتبال وایکام واندررز، باشگاه فوتبال لوس و باشگاه فوتبال میدنهد یونایتد اشاره کرد.